# Kapitan Borchardt
STS Kapitan Borchardt – polski żaglowiec, trzymasztowy szkuner gaflowy.
„Kapitan Borchardt” jest najstarszym żaglowcem pływającym obecnie pod polską banderą. Został zwodowany 13 lipca 1917 w Holandii, a początkowo służył jako oceaniczny statek towarowy. Przebudowany w 1989 r., wyposażony w czternaście kabin. Do Polski sprowadzony po zakupie od szwedzkiego armatora pod nazwą „Najaden” jako statek szkolny. 30 sierpnia 2011 kupiony przez obecnego właściciela. Uroczystość nadania nazwy odbyła się 8 października 2011. Jednostkę nazwano imieniem kapitana Karola Olgierda Borchardta. Matką chrzestną żaglowca została wiceminister infrastruktury Anna Wypych-Namiotko. W uroczystości wziął także udział prezydent Gdańska Paweł Adamowicz.
Żaglowiec może zabrać na pokład maksymalnie 64 osoby w systemie regatowym „gorącej koi” (tj. w obsadzie czterech wacht 15-osobowych w rejsach regatowych) lub maksymalnie 49 osób w rejsach szkoleniowych. Stałą załogę stanowią: kapitan, bosman, mechanik i kuk oraz czterej oficerowie wachtowi. 
6 sierpnia 2017 portem macierzystym jednostki został Szczecin, a uroczystość zmiany portu macierzystego nastąpiła w trakcie finału regat Tall Ship Races 2017 w Szczecinie.  
W obsadzie pełnej skład załogi wynosi:
- w rejsach szkoleniowych 8 osób załogi stałej i 41 kadetów,
- w rejsach turystycznych armator zwiększa do 16 osób liczebność załogi szkieletowej i wtedy zabiera maksymalnie na pokład 33 pasażerów dla komfortowej obsługi rejsów pasażerskich[1].

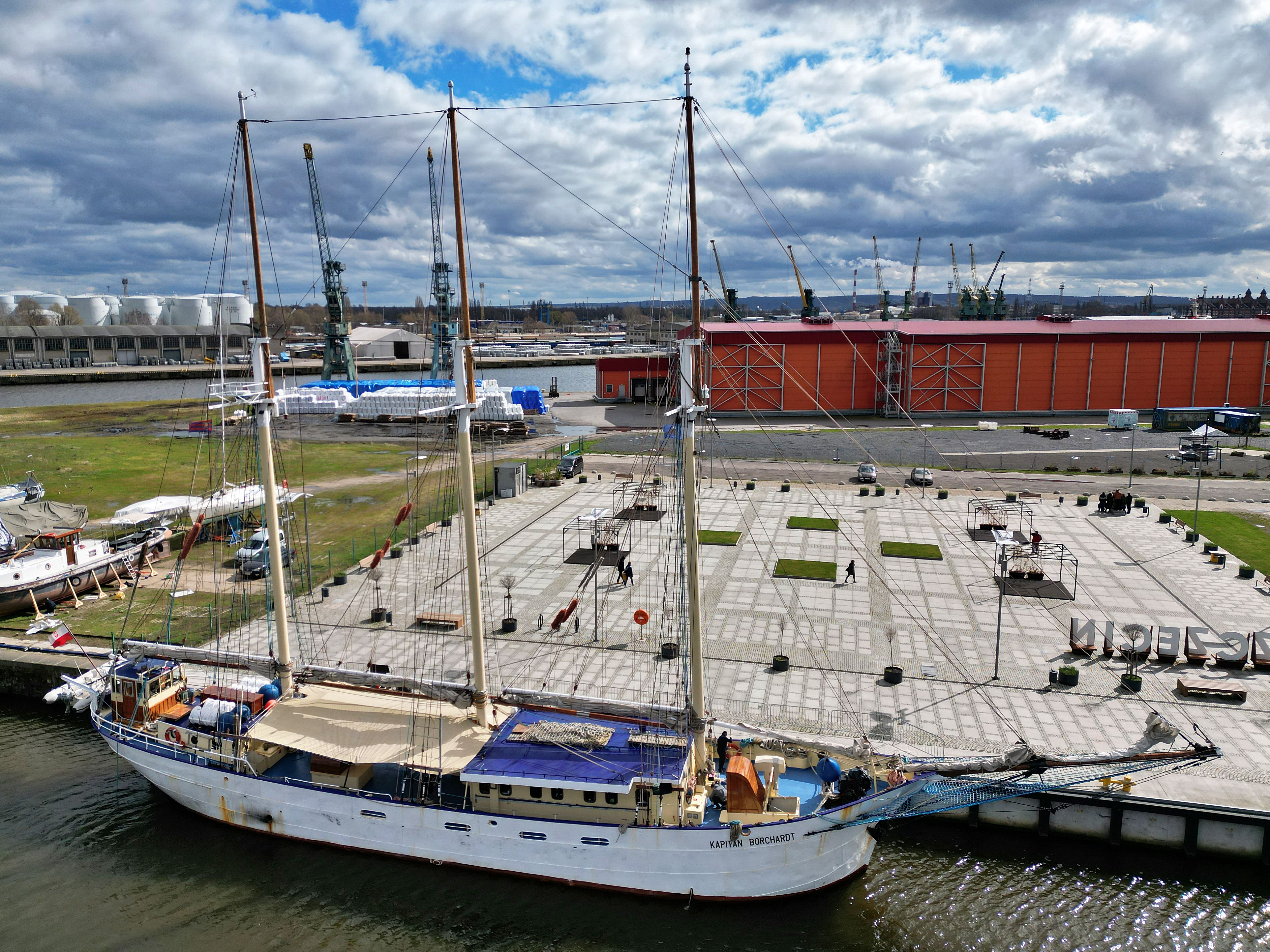
„Kapitan Borchardt” przy nabrzeżu w Szczecinie (2023 r.)